# اچ‌ام‌اس کنگو (۱۸۱۶)
اچ‌ام‌اس کنگو (۱۸۱۶) (به انگلیسی: HMS Congo (1816)) یک کشتی بود که طول آن ۷۰ فوت (۲۱٫۳ متر) بود. این کشتی در سال ۱۸۱۶ ساخته شد.